# Labyrint (knižní série)
Labyrint je série sci-fi románů od Jamese Dashnera, v anglickém originále nazývaná The Maze Runner. Zahrnuje základní trilogii knih, k níž následně autor dopisuje ještě další, prequelové díly. Podle dvou knih natočil režisér Wes Ball pro společnost Fox filmové adaptace a třetí film vyšel v lednu 2018.

## Knihy

### Prequely
Příběhy časově předcházející základní trilogii:

#### Rozkaz zabít
Kniha The Kill Order z roku 2012, v českém překladu vydaná v říjnu 2016. Ač vyšla až po základní trilogii, dějově jí předchází.

#### Kód horečky
Kniha The Fever Code byla vydána v roce 2016, v českém překladu v červnu 2017.

### Původní trilogie
Česky byla vydána v souborném jednosvazkovém vydání před koncem roku 2015.

#### Labyrint: Útěk
Kniha vydaná v angličtině pod názvem The Maze Runner v říjnu 2009, v českém překladu pak v srpnu 2014.

#### Spáleniště: Zkouška
Kniha vydaná v anglickém originále The Scorch Trials v říjnu 2010, česky pak v prosinci 2014.

#### Vražedná léčba
Kniha vydaná pod původním anglickým názvem The Death Cure v říjnu 2011, česky v červenci 2015.

## Filmy

### Labyrint: Útěk
Film z roku 2014.

### Labyrint: Zkoušky ohněm
Film z roku 2015.

### Labyrint: Vražedná léčba
Film z roku 2018.